# Zoo Tycoon 2: Jurassic Park
Zoo Tycoon 2: Jurassic Park Pack, abreviado ZT2:JPP, es un paquete de expansión no oficial gratuito de Zoo Tycoon 2, creado en 2008 por el equipo de fanes Mysterious Map Marvels. Además de dinosaurios, en esta expansión aparecen nuevos objetos de escenario y el mapa de la isla Sorna. Su realización consolidó la formación de una pequeña comunidad de seguidores de la franquicia y la continua creación de más contenido user-made para Zoo Tycoon 2.

## Animales
Todos los nuevos animales que trae el pack, son dinosaurios del Jurásico y el Cretácico, y todos ellos aparecen en la franquicia de Jurassic Park. Su apariencia se basa en la que tienen en la saga. Todos pertenecen al bioma de Pluviselva Tropical. El Tyrannosaurus y el Stegosaurus ya salían en Zoo Tycoon 2: Extinct Animals, una expansión oficial, pero las versiones de Jurassic Park son listados como animales distintos de los originales, en lugar de reemplazarlos.
- Brachiosaurus
- Parasaurolophus
- Gallimimus
- Spinosaurus
- Ceratosaurus
- Tiranosaurio
- Estegosaurio